# Armand Curly Wright
Armand Curly Wright, pseudonimo di Armand Vincenzo Mancuso (Palermo, 5 giugno 1886 – Hollywood, 28 marzo 1965), è stato un drammaturgo, sceneggiatore e attore italiano naturalizzato statunitense,  occasionalmente anche regista e produttore cinematografico.

## Filmografia
- Deadline at Dawn (1946)
- Henry Aldrich Plays Cupid (1944)
- She Has What It Takes (1943)
- To Be or Not to Be (1942)
- My Sister Eileen (1942)
- Four Jacks and a Jill (1942)
- Time Out for Rhythm (1941)
- The Bandit Trail (1941)
- Never Give a Sucker an Even Break (1941)
- Sunny (1941)
- Raiders of the Desert (1941)
- Cyclone on Horseback (1941)
- Life with Henry (1941)
- Girls Under 21 (1940)
- East of the River (1940)
- The House Across the Bay (1940)
- Risky Business (1939)
- Change of Heart (1938)
- Exposed (1938)
- Goodbye Broadway (1938)
- The Girl of the Golden West (1938)
- Panamint's Bad Man (1938)
- That I May Live (1937)
- Maytime (1937)
- Love in a Bungalow (1937)
- The Great O'Malley (1937)
- Big Brown Eyes (1936)
- Palm Springs (1936)
- Old Hutch (1936)
- Let's Live Tonight (1935)
- I Live My Life (1935)
- Lawyer Man (1933)
- Sailor's Luck (1933)